# Musée d'Art Mori
Ne doit pas être confondu avec Mōri Museum.
Le musée d'art Mori (森美術館, Mori Bijutsukan) est un musée d'art contemporain fondé par le promoteur immobilier Minoru Mori (en) dans la Roppongi Hills Mori Tower du complexe Roppongi Hills, tous deux construits par Mori lui-même à Tokyo au Japon.
L'architecte d'intérieur des galeries du musée au 53e étage de la tour de 54 étages dans laquelle le musée est installé est Richard Gluckman de l'agence Gluckman Mayner Architects (en). Le musée ne présente pas de collection permanente, mais plutôt des expositions temporaires d'œuvres d'artistes contemporains..
Parmi les artistes dont les œuvres ont été exposées au musée se trouvent Ai Weiwei, Tokujin Yoshioka et Bill Viola.
Minoru Mori, fondateur du musée, meurt en mars 2012.